# 田村孟
田村 孟（たむら つとむ、1933年1月5日 - 1997年3月28日）は日本の脚本家、映画監督。青木 八束（あおき やつか）名義で小説家としても活動した。

## 来歴・人物
群馬県甘楽郡妙義町（現・富岡市）出身。東京大学文学部国文学科卒（卒業論文は「内村鑑三研究序説」）。高校生時代、大学生時代とも演劇をやっていたが、日本映画を一本も見たことが無く、映画監督などにもなる気は無かったという。元々新聞記者志望で、産経新聞に入社が内定していたが、「胸に影あり」と診断されたことで採用が先延ばしになり、改めて松竹の試験を受け、1955年、松竹大船撮影所に入社。大島渚、石堂淑朗らと松竹ヌーヴェルバーグに関わる。1960年、映画監督として『悪人志願』を一本だけ手掛けるが、本人曰くこの作品は「全然ヒットしなかった」とのこと。1961年8月に松竹退社。同年11月、大島らとともに独立プロダクション「創造社」を設立する。大島作品を中心に脚本家として活躍し、キネマ旬報脚本賞を四回受賞している（『絞死刑』『少年』『儀式』『青春の殺人者』）。1997年2月6日未明、意識不明となり、東邦大学附属大橋病院に入院するが、3月28日に逝去。満64歳没。
「青木八束」名義で小説を発表し、「蛇いちごの周囲」で第36回文學界新人賞（1973年）受賞。同作品は第69回芥川賞（1973年上期）の候補にもなった。「世を忍ぶかりの姿」（映画批評1973年7月号）、「目螢の一個より」（文學界1973年9月号）、「津和子淹留」（文學界1974年4月号）、「狼の眉毛をかざし」（野性時代1974年7月号）など、数作を残して文学界を去る。

## 脚本作品(映画)
- 彼女だけが知っている（1960年、松竹）　監督・高橋治。高橋との共作。
- 死者との結婚（1960年、松竹）　監督・高橋治。高橋との共作。
- 悪人志願（1960年、松竹）　監督・田村孟。田村と成田孝雄との共作。
- 飼育（1961年、パレスフィルム）　監督・大島渚。原作・大江健三郎。
- 狼の王子（1963年、日活）　監督・舛田利雄。原作石原慎太郎。田村と森川英太郎との共作。
- 人間に賭けるな（1964年、日活）　監督・前田満洲夫。原作・寺内大吉。森川英太郎との共作。
- 花嫁は十五才（1964年、日活）　監督江崎実生。原作・藤原審爾。森川英太郎、江崎実生との共作。
- 続・キューポラのある街　未成年（1965年、日活）　監督・野村孝。原作・早船ちよ
- 白昼の通り魔（1966年、創造社）　監督・大島渚。原作・武田泰淳
- 日本春歌考（1967年、創造社）　監督・大島渚。大島、佐々木守、田島敏男との共作。
- 無理心中 日本の夏（1967年、創造社）　監督・大島渚。佐々木守との共作。
- 炎と女（1967年、現代映画社）　監督・吉田喜重。吉田、山田正弘との共作。
- 絞死刑（1968年、創造社/ATG）　監督・大島渚。佐々木守、深尾道典、大島との共作。
- さらばモスクワ愚連隊（1968年、東宝）　監督・堀川弘通。原作・五木寛之。
- 帰って来たヨッパライ（1968年、創造社）　監督・大島渚。佐々木守 、足立正生 、大島との共作。
- 新宿泥棒日記（1969年、創造社）　監督・大島渚。佐々木守 、足立正生、大島との共作。
- 少年（1969年、創造社/ATG）　監督・大島渚。
- 東京战争戦後秘話 （1970年、創造社/ATG）　監督・大島渚。原正孝、佐々木守との共作。
- 儀式（1971年、創造社/ATG）　監督・大島渚。佐々木守、大島との共作。
- 夏の妹（1972年、創造社/ATG）　監督・大島渚。佐々木守、大島との共作。
- 青春の殺人者（1976年、今村プロ/綜映社/ATG）　監督・長谷川和彦。原作・中上健次。
- 十八歳、海へ（1979年、にっかつ）　監督・藤田敏八。原作・中上健次。渡辺千明との共作。
- 夜叉ヶ池（1979年、松竹）　監督・篠田正浩。原作・泉鏡花。三村晴彦との共作。
- 瀬戸内少年野球団（1984年、ヘラルド・エース）　監督・篠田正浩。原作・阿久悠。
- 片翼だけの天使（1986年、プロジェクト・エー/ヘラルド・エース）　監督・舛田利雄。原作・生島治郎。
- 波光きらめく果て（1986年、松竹富士）　監督・藤田 敏八。原作・髙樹のぶ子。
- 舞姫（1989年、ヘラルド・エース）　監督・篠田正浩。原作・森鷗外。ハンス・ボルゲルト、篠田との共作。

## 監督作品
- 悪人志願（1960年、松竹大船）

## 脚本作品（TV）
- てんとう虫だまし（TBS)
- 松本清張シリーズ（KTV）  - 「ある小官僚の抹殺」・「鉢植を買う女」・「熱い空気」 -  監督水野匡雄、堀泰男。同シリーズ中の三話執筆。
- 元禄一代女（ABC） -  監督篠田正浩。全七話執筆。
- アジアの曙 -  監督大島渚。原作山中峯太郎。佐々木守、石堂淑朗らと共同執筆。
- 花王愛の劇場「声 赤い耳鳴り」（1978年、TBS・国際放映）　原作・松本清張「声」

## 著書
- 田村孟 - 人とシナリオ（2001年、日本シナリオ作家協会）
- 田村孟全小説集（2012年、航思社）